# Asteriscus hierochunticus
Asteriscus hierochunticus là một loài thực vật có hoa trong họ Cúc. Loài này được (Michon) Wiklund mô tả khoa học đầu tiên năm 1985.